# Amaurotoma
Amaurotoma (лат.) — род вымерших морских брюхоногих моллюсков из ископаемого семейства †Microdomatidae. Amaurotoma жили в палеозое (пермь, карбон, 255—355 млн лет назад).

## Описание
Брюхоногие моллюски, имевшие мелкую раковину (около 10 мм) с округлыми или плечевидными оборотами, обращающимся орнаментом и очень слабой выемкой или синусом на внешней губе несколько выше середины. Профиль оборота закругленный у большинства видов, но сильно плечистый у некоторых, с плоской или слегка вогнутой верхней поверхностью оборота у видов с плечами, наклоненной вниз под углом около 50° от вертикали; внешняя губа слегка наклонена назад от верхнего шва, с линией наклона, прерываемой очень неглубокой выемкой, расположенной примерно на 1/4 высоты оборота ниже верхнего шва у форм с округлыми оборотами и чуть выше угла плеча у форм с плечами, выемка не образует селенизон; колумеллярная губа тонкая, загнутая около умбиликуса (пупка); париетальная индуктура тонкая или отсутствует; основание округлое; раковина умеренно толстая, явно состоит из двух отдельных слоев, внутренний, вероятно, перламутровый при жизни.

## Классификация и распространение
Род Amaurotoma был впервые выделен в 1945 году (Knight 1945) на основе типового вида Pleurotomaria subsinuata Meek and Worthen, 1861. Представители Amaurotoma жили в палеозое (пермь, карбон, 255—355 млн лет назад). Их остатки обнаружены на следующих территориях: Северная Америка (США, Мексика), Южная Америка (Аргентина), Европа (Великобритания, Россия), Юго-Восточная Азия (Таиланд). Таксон включали в состав Archaeogastropoda (по данным Sepkoski 2002); в семейство Trochonematidae (Knight et al. 1960; Kues and Batten 2001; Nützel and Ketwetsuriya 2016; Ketwetsuriya et al. 2020); и с 2023 года в состав семейства Microdomatidae (Wagner 2023).
- Amaurotoma kizilkiensis B.K.Likharev, 1967[10]
- Amaurotoma kljasmensis Sinelnikova, 1970[11]
- Amaurotoma knighti Elias, 1958[12]
- Amaurotoma leavenworthana (Hall, 1856)[13]
  - Pleurotomaria leavenworthana Hall, 1856
  - Cyclonema leavenworthana (Hall, 1856)
  - Yunnania leavenworthana (Hall, 1856)
- Amaurotoma mjatschkovensis Sinelnikova, 1970[11]
- Amaurotoma multispirata Ketwetsuriya, Cook & Nützel, 2020[14]
- Amaurotoma subangulatum (Hall, 1856)[13]
  - Pleurotomaria subangulata Hall, 1856
  - Cyclonema subangulatum (Hall, 1856)
  - Yunnania subangulatum (Hall, 1856)
- Amaurotoma subhumerosum Sinelnikova, 1970[11]
- Amaurotoma subsinuata (Meek & Worthen, 1860)[15]
  - Pleurotomaria subsinuata Meek & Worthen, 1860
  - Yunnania subsinuata (Meek & Worthen, 1860)
- Amaurotoma zappa Plas, 1972[16]